# .38 S&W
.38 S&W (9×20mmR) — револьверний набій розроблений компанією Smith & Wesson в 1877. Версії набою стали стандартними для британських військових в період з 1922 до 1960-х. Хоча він має схожу назву з набоєм .38 Smith & Wesson Special, вони не є взаємозамінними через різну форму гільзи та через більший діаметр кулі.

## Історія

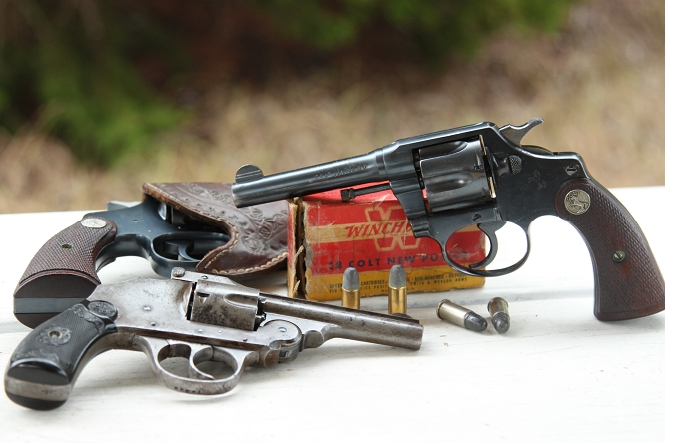
Револьвери калібру .38 S&W (Colt New Police). Colt Police Positives L&R- Iver Johnson Hammerless Safety Front.

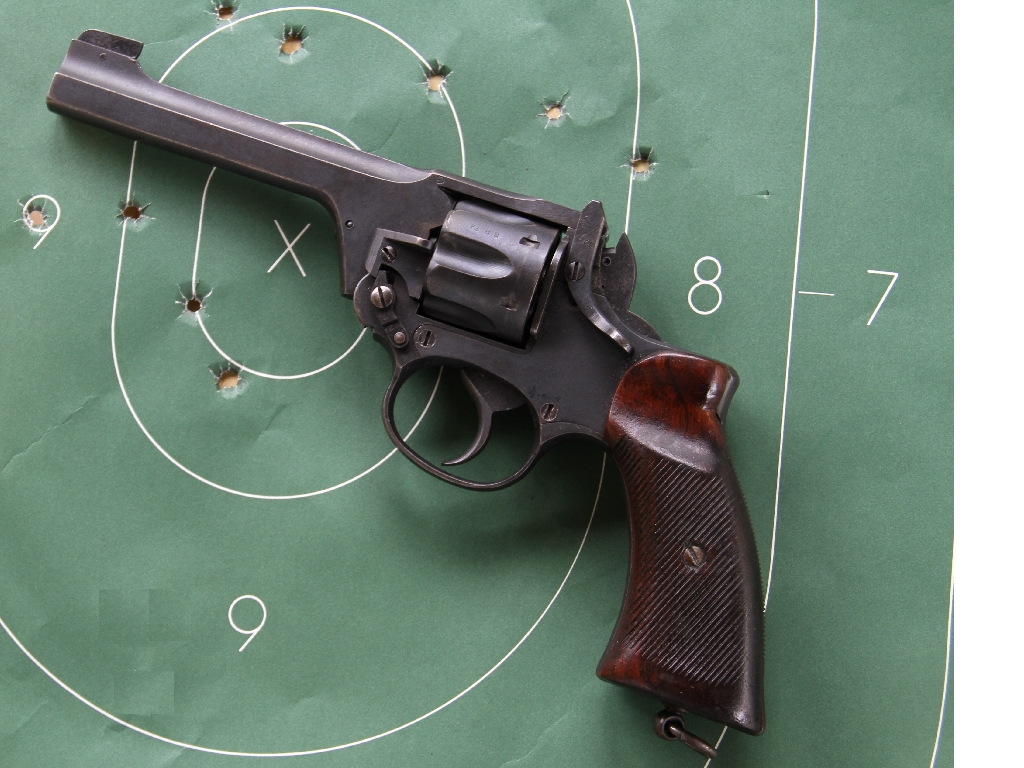
Британський револьвер Enfield .38/200 під набій .380".

Набій було представлено в 1877 для використання в револьвері S&W .38 Single Action.
Після Першої світової війни, британські військові почали шукати заміну довоєнним револьверам. Webley представив легку версію свого револьверу Mk III з модифікованим набоєм .38 S&W, який стріляв кулею вагою 200 гранів (13 г). Він отримав схвальні відгуки та загалом був прийнятий на озброєння. 
Оскільки Веблі використовував набої калібру .38 S&W, а довжина набою була обмежена довжиною барабана револьвера (так само ,як і для ширшого .455), компанія Kynoch випускала набій з такими самими параметрами, як і .38 S&W, але з зарядом вагою 2,8 гранів (0,18 г) з "Неоніту" (нітроцелюлозного пороху) та з кулею вагою 200 гранів (13,0 г). Після тестування на трупах та живих тваринах, було зроблено висновок, що свинцева куля, через більшу довжину та вагу для власного калібру, ставала нестабільною при влучанні в ціль, збільшуючи вражаючу силу. Через відносно низьку швидкість куля втрачала енергію в цілі, а не проходила наскрізь. Це вважалося задовільним і конструкцію набою було прийнято під назвою ".38/200 Cartridge, Revolver Mk I".
Через деякий час використання, стало зрозуміло, що 200-гранова (13 г) м'яка свинцева куля суперечить Гаазькій конвенції, яка забороняла використовувати кулі, які "розширюються або легко сплющуються у людському тілі". Новий набій було прийнято, як "Cartridge, Pistol, .380 Mk II" або ".380 Mk IIz" з кулею з суцільнометалевою оболонкою вагою 180 гранів (11,7 г). Набій .38/200 Mk I залишався на службі для цільової стрільби та для навчання. Проте, після початку війни, виникла потреба в поставках сумісних боєприпасів, таких як .38 S&W Super Police, з США тому британська влада почала видавати набої .38/200 Mk I та MkII/IIz для використання на фронті.
Набої S.A. Ball Revolver .380 inch Mark II та S.A. Ball Revolver .380 inch Mark IIz були зняті з озброєння в 1963, коли було прийнято набій 9×19 мм для напів-автоматичного пістолета Browning Hi-Power, який прийняли на озброєння у Великій Британії та в Співдружності.

## Варіанти
Назва .38 Colt New Police була фірмовою назвою для набою компанії Colt's Manufacturing Company, який по суті був набоєм .38 S&W з пласкою кулею.
Американський набій .38 S&W Super Police був схожий на британський набій .38/200 Mk I, зі свинцевою кулею вагою 200 гранів (13 г) з дуловою швидкістю 630 ft/s (190 м/с) та дуловою енергією 176 ft·lbf (239 Дж), і випускався кількома американськими виробниками для британського уряду, як еквівалент Mk I.
Турецький набій MKE 9.65 мм Normal (9.2×23mmR (.38 Smith & Wesson)) мала кулю зі свинцево-сурм'яного сплаву вагою 177 гранів (11,5 г) в позолоченій суцільнометалевій оболонці та з капсулем Боксер в латунній гільзі. Позначка "normal" відрізняє набій від набою 9,65 мм Special (9.1×29mmR (.38 Special)). В позначенні використано номінальний діаметр стволу 9,65 мм (.38-калібр) замість фактичного діаметра 9,2 мм (.361-калібр). Він мав дулову швидкість 590 ft/s (180 м/с).

## Поточний статус
Набій .380 Mk IIz до сих пір випускають на збройному заводі в Індії, для використання в револьверах. Для цивільного ринку лише компанія Ругер випускає лімітовані партії револьверів під цей калібр для продажу за кордоном, і лише кілька компаній до сих пір випускають боєприпаси. Більшість набоїв продають зі свинцевою круглоносою кулею вагою 145 гранів (9,4 г), хоча компанія Fiocchi до сих пір випускають набої з кулями з суцільнометалевою оболонкою. Деякі компанії, наприклад, Buffalo Bore, випускають набої для самооборони або полювання.